# Satu Huotari
Satu Anne-Marie Huotari (* 13. März 1967 in Oulu) ist eine ehemalige finnische Eishockeynationalspielerin auf der Position des Verteidigers.

## Karriere
Bei den Olympischen Winterspielen 1998 in Nagano gewann sie mit der finnischen Nationalmannschaft die Bronzemedaille. Zudem gewann sie drei Bronzemedaillen bei Weltmeisterschaften (1992, 1994 und 1999) sowie zwei Europameistertitel in den Jahren 1993 und 1995 und eine Bronzemedaille bei der Europameisterschaft 1996. Insgesamt absolvierte sie 100 Länderspiele für Finnland.
Auf Vereinsebene spielte sie für Hämeenlinnan Tiikerit, Tampereen Ilves, Keravan Shakers und Oulun Kärpät. Dabei gewann sie je zwei Meistertitel mit Ilves (1985 und 1986) und den Shakers (1994 und 1995).

## Erfolge und Auszeichnungen
| - 1985 Finnischer Meister mit Ilves Tampere - 1986 Finnischer Meister mit Ilves Tampere - 1992 Bronzemedaille bei der Weltmeisterschaft - 1993 Goldmedaille bei der Europameisterschaft - 1994 Finnischer Meister mit den Keravan Shakers - 1994 Bronzemedaille bei der Weltmeisterschaft | - 1995 Finnischer Meister mit den Keravan Shakers - 1995 Goldmedaille bei der Europameisterschaft - 1996 Bronzemedaille bei der Europameisterschaft - 1998 Bronzemedaille bei den Olympischen Winterspielen - 1999 Bronzemedaille bei der Weltmeisterschaft |